# Jean-François Anti
Jean-François Anti (Villeneuve-Saint-Georges, Illa de França, 13 de febrer de 1971) va ser un ciclista francès, que fou professional entre 1995 i 1997. Com amateur va guanyar una medalla de plata al Campionat del Món en contrarellotge per equips de 1994.

## Palmarès
- 1991
  - 1r al Tour de Gironda
- 1994
  -  Medalla de plata al Campionat del món en Contrarellotge per equips (amb Dominique Bozzi, Pascal Derame i Christophe Moreau)

### Resultats al Tour de França
- 1997. Abandona (11a etapa)